# Baila (álbum)
Baila es el primer álbum de estudio de la cantante colombiana Greeicy. Fue lanzado el 17 de mayo de 2019 por Universal Music Latin.
El álbum se caracteriza por el estilo musical variado de Greeicy, donde hay una fusión con ritmos como el reguetón, la balada romántica y el pop. Asimismo, el álbum marca el lanzamiento de Greeicy como artista.
De este álbum, se desprenden algunos éxitos como: «Más Fuerte», «Destino», «Ganas» y «Jacuzzi». En este álbum, están incluidas las participaciones de Nacho y Anitta.

## Lista de canciones
| Baila |                        | |                                           |          |  |
| N.º   | Título                 | Escritor(es) | Productor(es)                             | Duración |  |
| 1.    | «Más Fuerte»           | Felipe González Abad "Nabález" Germán Duque Molano "Mango Pedro Malaver Greeicy Rendón Michael Egred "Mike Bahía" | Mango, Nabález                            | 3:04     |  |
| 2.    | «Ya Para Qué»          | Greeicy Mike Bahía Christian Tascón "Crissin" Juan Manuel Rodríguez                                               | José Portilla                             | 3:25     |  |
| 3.    | «Jacuzzi» (con Anitta) | Mario Cáceres Frank Santofimio Rafael Regginalds David Tovar Leonardo Gutiérrez Greeicy                           | Cáceres, Santofimio, Reggi "El Auténtico" | 3:04     |  |
| 4.    | «Ganas»                | Greeicy Mike Bahía Rodríguez Crissin Alejandro Patiño "Mosty"                                                     | Mosty, Crissin, Juan Jhail                | 3:35     |  |
| 5.    | «Destino» (con Nacho)  | Mauricio Rengifo Andrés Torres Greeicy Mike Bahía Miguel Ignacio Mendoza Donatti Wilmo Belisario Milton Restituyo | Rengifo, Torres                           | 3:00     |  |
| 6.    | «Mentira»              | Alejandro Ramírez "Sky" Greeicy                                                                                   | Sky                                       | 3:37     |  |
| 7.    | «Qué Lío»              | Luis Salazar "The Dro1dz" Jovany Barreto Carolina Colón "GALE" Greeicy                                            | The Dro1dz, The Swaggernautz              | 3:42     |  |
| 8.    | «Uh Lala»              | The Dro1dz Barreto GALE Greeicy                                                                                   | The Dro1dz, The Swaggernautz              | 2:51     |  |
| 9.    | «A Mí No»              | Greeicy Christian Adorno Mike Bahía Roy Tavarez                                                                   | Lil Geniuz                                | 3:09     |  |
| 10.   | «Menos De Ti»          | Lalo Ebratt Reynold Molina Greeicy Mike Bahía                                                                     | Rey Muzik                                 | 2:48     |  |
| 11.   | «Contigo»              | Greeicy Jhonatthan Reyes Manuel Cortez                                                                            | Rike Music                                | 2:51     |  |
| 12.   | «Esta Vez»             | Greeicy Reyes Cortez                                                                                              | Rike Music                                | 1:57     |  |
| 37:13 |                        | |                                           |          |  |

## Certificaciones
| País          | Organismo certificador | Certificación | Ventas/remesas |
| ------------- | ---------------------- | ------------- | -------------- |
| Centroamérica | América Central        | Oro           | 5.000          |
| Chile         | IFPI Chile             | Platino       | 10.000         |
| Colombia      | ASINCOL                | 8× Platino    | 160.000        |
| Ecuador       | IFPI Ecuador           | 4× Platino    | 24.000         |
| Perú          | UNIMPRO                | 5× Platino    | 100.000        |
| Venezuela     | AVINPRO                | Platino       | 10.000         |